# Neil Borwick
Neil Borwick (Redcliffe, 15 settembre 1967) è un ex tennista australiano.

## Carriera
In carriera ha vinto un titolo di doppio, il Jakarta Open nel 1994, in coppia con lo svedese Jonas Björkman. Nei tornei del Grande Slam ha ottenuto il suo miglior risultato raggiungendo i quarti di finale di doppio agli Australian Open nel 1992 e agli US Open sempre nello stesso anno.

## Statistiche

### Doppio

#### Vittorie (1)
| Numero | Anno            | Torneo                 | Superficie | Compagno       | Avversari in finale   | Punteggio |
| 1.     | 16 gennaio 1994 | Jakarta Open, Giacarta | Cemento    | Jonas Björkman | Jorge Lozano Jim Pugh | 6-4, 6-1  |

### Doppio

#### Finali perse (1)
| Numero | Anno              | Torneo               | Superficie  | Compagno    | Avversari in finale      | Punteggio |
| 1.     | 17 settembre 1990 | Geneva Open, Ginevra | Terra rossa | David Lewis | Pablo Albano David Engel | 3-6, 6-7  |